# Národní památník Domažlice
Národní památník Domažlice je památník na vrchu Baldov u Domažlic, který připomíná zdejší husitské vítězství nad křižáky v bitvě u Domažlic 14. srpna 1431. Práce na budování památníku začaly koncem 20. let 20. století. Vítězný soutěžní návrh předpokládal vybudování 18 m vysokého monumentálního památníku–rozhledny a jeho autorem byl Kamil Roškot. Po položení základních kamenů v srpnu roku 1931 však zájem o památník postupně opadl a na místě více než 80 let zůstala pouze základna ve tvaru kvádru. V roce 2015 byl na základně odhalen nový pomník ve tvaru kalicha o hmotnosti 50 tun a o výšce 6 metrů, jehož autorem je klatovský sochař Václav Fiala.

## Záměr a příprava
Původně zamýšlený skromný a nevýrazný husitský pomník, navrhovaný v přiléhající zahradě Chodského hradu v Domažlicích, byl pro význačnost bitvy, která zásadně předznamenala pozdější a již nezastavitelný nástup protestantismu a postupné rozšiřování náboženské svobody v celé Evropě, záhy opuštěn. Toto náhlé rozhodnutí však mělo za následek pozdější zmatečné výklady a často nesprávné chápání záměru.
Stavbu monumentálního památníku a zároveň i výškové rozhledny řídil Výbor pro postavení pomníku na oslavu vítězství u Domažlic roku 1431, založený roku 1926. Inspirátorem projektu byl pravděpodobně stavitel a tehdejší dobrovolný správce domažlického muzea Alois Procházka, který byl i jeho prvním předsedou, významně byl přitom podporovaný také místní Legionářskou jednotou. Ve výboru byli dále zástupci předních spolků a jeho členem se stal také známý chodský spisovatel Jan Vrba. Ten (jako další hlavní iniciátor projektu) však zpočátku navrhoval velmi mocně vizuálně působící jezdeckou sochu význačného husitského státníka a politika Prokopa Holého v nadživotní velikosti, ale ustoupil námitkám, že obří solitér by mohl v otevřené a nezastavěné krajině působit nepatřičně až přízračně. Výbor k postavení 18 metrů vysokého celobetonového konstruktivistického giganta disponoval částkou kolem 200 000 Kč, jež byla získána pomocí celonárodní sbírky. Pro vysokou pořizovací cenu betonu a pro značnou nedůvěru ke zcela tehdy v Československu novému a ještě málo ověřenému stavebnímu materiálu Domažličtí zvažovali i použití osvědčeného kamene z nedalekého baldovského povrchového lomu, a proto byla základna složeného základního kamene připravena snadno přijmout obě z možných variant vysokoobjemné mnohatunové majestátné nástavby se schodišťovitým výstupem s výhledem z chráněného ochozu do krajiny.
Největší prvorepublikový projekt na Chodsku doporučil svým odborným posudkem také profesor dějin umění z Univerzity Komenského v Bratislavě Dr. František Žákavec a souhlasně tak podpořil verdikt hodnotící komise (v juře uznávaných porotců zasedal známý architekt, sochař a profesor sochařství na Akademii výtvarných umění v Praze Bohumil Kafka, dále umělecký kritik, historik a člen komitétu s hlasovacím právem z místní vojenské posádky), která uznala Roškotův návrh za vítězný (v soutěži uspěli také akademický architekt Ludvík Hilgert a architekt Dr. Václav Neckář). Již světově uznávaný architekt Kamil Roškot je u nás nejvíce znám svou účastí na zbudování Hrobky českých králů na Pražském hradě. Absence vlivného církevního porotce v konečném výsledku znamenala nezakrývaný odměřený odstup vysokých církevních hodnostářů a také značný úbytek jejich příklonu ke stavbě mimořádně sekularizovaného atypického bezúdržbového památníku a také možná rozhodujícího toku financí, které mohly vydatně plynout ze sbírek od věřících, jak se to podařilo pouze na Moravě v Olomoucké diecézi Církve československé husitské kolem jejího biskupa ThDr. J. R. Stejskala, který racionálně odolal tehdy velmi moderním, ale nijak žádnými důkazy nepotvrzeným a jen dobrovolným sbírkám přitěžujícím dohadům o zatajovaném projektu z tajemné dílny Svobodných zednářů.
Záměr stavby vycházel z předpokladu, že k památníku budou každoročně proudit početné davy poutníků, výletníků a turistů, a že se zde budou pravidelně konat společenské a kulturní akce celonárodního významu. Tomu také odpovídalo, že podle vzoru pokládání základních kamenů Národního divadla byl sokl památníku složen z jednotlivě věnovaných a na Chodsko přivážených kamenů a z prsti pocházející z nejslavnějších husitských bojišť.
Po souhlasu všech majitelů pozemků, potřebných pro vybudování památníku a přístupových cest (písemný doklad je datován dnem 13. října 1931), byl pro postavení památníku vybrán vrch Baldov a byla založena (zmiňovány asi spořitelní folia č. 48411 a Bú. 377) dvě bankovní konta pro sběr darů, k tomu byla uveřejněna masivní tisková podpůrná dárcovská kampaň (Posel od Čerchova, Domažlické noviny, Důstojnické noviny - Týdeník Svazu Čsl. důstojnictva, Český jih, Časopis Čsl. úřednictva železničního, Zprávy z Plzně a Českého západu, Legie - Orgán nezávislé Jednoty Čsl. legionářů a Kruhu přátel, Národní politika, Denní zprávy, Nedělní list, Český deník, Nový večerník, Polední list, Nová doba, Pražský ilustrovaný zpravodaj, Venkov - příloha k rannímu číslu Národní politiky, České slovo - večerní vydání aj.). Na účty se postupně scházely prestižní dary, tvůrčí honoráře, subvence a příspěvky od všech vrstev lidu i od významných firem a závodů, spolků a korporací, jednot a svazů, bankovních domů, církví a jejich jednotlivých zástupců, státních úřadů a organizací, politických stran, sportovních klubů, uměleckých svazů a osvětových sborů. Přispěly také zvláště české malé i větší obce a města. Nejštědřejšími na Moravě byli občané Olomouce. Silně emotivně účinkovaly „podarúnky" od českých duchovních, působících na Slovensku. Na památník pamatovali také krajané a rodáci v Americe v Chicagu, podobně tak učinili svými dary i naklonění zahraniční hosté a sympatizanti Chodska vkládáním peněz do připravených pokladniček ve vestibulech příhraničních hotelů.
V roce 1933 bylo na geodeticky zaměřený historický areál na Baldově o celkové výměře 775 m² (prvotní očekávání výboru bylo až trojnásobné) smlouvou mezi majitelem určujícího pozemku Juliem Weissem, prezidentem soukromé komerční společnosti v. v. a vlastníkem velkostatku na Horním Baldově v Domažlicích (v zastoupení JUDr. Antonínem Ekrtem), a starostou a členy zastupitelstva města Domažlic ještě uvaleno právo služebnosti a bezplatné právo užívací, a dále bylo úředně ustanoveno, že jedinou oprávněnou „ochranitelkou a vlastnicí pomníku toho bude obec města Domažlic“. Smlouva, vyhotovená pouze v jednom prvopise, nabyla platnosti po schválení Okresním úřadem v Domažlicích dne 19. března roku 1934.
Roškotův husitský památník byl pro dodatečně zjištěné pozemkové nesrovnalosti s městem Domažlice paralelně připravován také ve Kdyni na Domažlicku, v místě údajného vojenského ležení Prokopa Holého v bitvě u Domažlic na výšině Ráj, ale od toho bylo brzy upuštěno, neboť to zapříčiňovalo tříštění sbírky pro mylné zdání o dvou zcela odlišných záměrech. (Dnes zde stojí v roce 2009 obnovený pět a půl metru vysoký památník významného sokolského činovníka Emila Tšídy, slavnostně odhalený společně Plzeňskou a Šumavskou župou České obce sokolské, Klubem českých turistů a zástupci města Kdyně a obce Nová ves, za umocněného zpěvu české hymny v podání operního pěvce a následné řeči poslance Ing. Vladislava Vilímce).
Před okupací ČSR bylo celé stávající jmění výboru skrytě převedeno do pokladny městského muzea, aby nebylo zabaveno nacisty.

## Položení základních kamenů
Oslavy položení základních kamenů probíhaly v Domažlicích ve dnech 14. až 16. srpna roku 1931. Organizoval je zmíněný Výbor pro postavení pomníku, který zamýšlel těmito oslavami a účastí na nich získat od návštěvníků stále se nedostávající finance potřebné k celkové dostavbě. Odznak, jenž zároveň byl vstupenkou ke stání na tábor lidu u Baldova, stál 3 Kč a autorem motivu stejně jako na plakátech s husitským ozbrojencem ve voze byl prof. Jan Trefný, místo k sezení stálo pětikorunu. Souběžně byla pořádána tradiční Vavřinecká pouť a také národopisná slavnost Chodský den, jež byla tehdy konána na Sokolišti. Ještě těsně před oslavami místní tisk nešetřil superlativy, byly ohlašovány „grandiosní rozměry“ celé akce, konané pod záštitou Okresního úřadu a Městské rady v Domažlicích a za čestného předsednictví zemského prezidenta. I přes úctyhodný počet zástupců a starostů husitských měst a také mnoha čestných hostů, jako byli zemský prezident Hugo Kubát, rada politické okresní správy Engelthaler, pražský primátor Karel Baxa, starosta města Plzně poslanec Pik, okresní hejtman Dr. Karel Kupka, domažlický starosta prof. Václav Pavlík, básník Antonín Klášterský nebo historik Jan Slavík, se nakonec pro naprostou nepřízeň počasí sešlo mnohem méně lidí, než se čekalo. Také připravovanou emisi poštovní známky a prodej malých propagačních cihliček se do programu oslav sice již nepodařilo zařadit, ale podporovatelé památníku získávali od výboru diplom s nejhezčími výtvarnými výjevy hraniční krajiny a s historickými dominantami města Domažlic vysoké umělecké hodnoty. Na návrh krajana Dr. Reinla z Olomouce výbor po říjnu 1934 vydával přispěvatelům umělecký lept od malíře Karla Wellnera, znázorňující jedním motivem náměstí v Domažlicích a druhým příhraniční scenérii domažlického krajinného panoramatu s Baldovským návrším v pozadí.
Dne 14. srpna ve 20 hodin večer se z reflektory osvětlené věže Chodského hradu rozezněly slavnostní fanfáry a rozhořely „rakety“ (světlice). Na toto smluvené znamení se odtud vydal osvětleným městem kolem pomníku Svobody, náměstím, kolem poštovní budovy, Týnským předměstím k dívčí škole (u dnešní ulice Komenského) a přes Kostelní, Branskou a Hradskou ulici na Chodské náměstí početný a slavnostně naladěný lampionový průvod. Na balkonu Adamičova hostince přednesla všem přítomným vojenská hudba husitský chorál Kdož jste Boží bojovníci. Ke shromáždění měl podle ohlášeného programu otištěném v místním tisku promluvit také farář Českobratrské církve evangelické Jaroslav Řepa z Velimi. Po ukončení proslovu měla zaznít státní hymna a po dobu průvodu měl na kašně na náměstí Čsl. legií hořet mohutný řecký oheň a na obou koncích domažlického náměstí měly být odpáleny „ohně bengálové“ (ohňostroje). Přáním organizátorů bylo, aby byla zfunkčněna veškerá elektrická světla ve městě, aby byla výrazně osvětlena dolní kamenná brána a objekt Chodského hradu a k slavnostní iluminaci měli přispět také majitelé domů a bytů rozžetím svíček a lampionů v oknech a hlavně rozvěšením lampionů v klenbách a vrcholech oblouků podloubí pro umocnění „nádherného pohádkového dojmu“.
Večerní program však ještě nedoprovodil silný a vytrvalý déšť, který neustal následujícího dne. To zapříčinilo značnou neúčast obecenstva u výpravy sedmi dekorovaných vozů s památnými základními kameny z Tábora, Tachova, Vítkova, Lipan, Německého Brodu, Vyšehradu a Domažlic. Město Ústí nad Labem tehdy kámen odepřelo. U složeného základního kamene stála v pozoru krojovaná čestná stráž Chodů se svým praporečníkem. Také opakované několikeré symbolické poklepávání na základní kámen od místních správních a spolkových elit, armádní a legionářské generality (divizní generál Klecanda spolu s brigádními generály Rakušanem a Mejstříkem a s podplukovníkem generálního štábu Tomášem Plchem in memoriam brigádním generálem) i od čestných hostů proběhlo jen nevýrazně v dešti, „…ale ten nakonec přece jen nezmařil okázalé vzdušné defilé tří bojových letounů Československé armády z chebské posádky a úctyvzdání, aviatikem Západočeského aeroklubu v Plzni, z kroužícího civilního stroje shůry shozeným vavřínovým věncem s národními stuhami, trefně dopadnoucího nedaleko od tribuny s čestnými hosty. Taktéž bylo nad základním kamenem a hlavami promoklého davu k potemnělému nebi naráz efektně vypuštěno ohromné množství poštovních holubů.“ (Zaznamenaná výpověď sester Paroubkových). Zcela promáčené davy se pak v chvatném spěchu z předčasně ukončené národní slavnosti postupně nashromáždily v přilehlém parku baldovského statku, známého již od zdejšího trvalého pobytu významného lékaře a velmi vlivného politika Antonína Steidla, kde bylo uchystáno místo pro jejich odpočinek a rychlé občerstvení.

## Úpadek zájmu
Přes veškerou snahu se tak nepodařilo naplnit cíle a snažení organizátorů projektu, a ten pak v průběhu dalších let upadal postupně do zapomenutí, i když v roce 1932 se na Baldov ještě vypravil průvod se zapálenými pochodněmi. Opadající zájem o další oslavy, pod vlivem doznívající druhé fáze Velké hospodářské krize a stále ještě velmi tíživé hospodářské situace a s tím spojených potíží při získávání finančních prostředků na dostavbu národního památníku, přinutil roku 1934 k odstoupení v pořadí již druhého předsedu výboru, místního středoškolského profesora Josefa Mikšátka. V úterý večer dne 14. srpna roku 1934 proběhla v Domažlicích Vzpomínková slavnost a měl zde být k této příležitosti vypraven od spolků a občanské veřejnosti průvod městem s hudbou a uchystán následný koncert s proslovem literáta Jana Vrby na Sokolišti, spojený i s další peněžní sbírkou na dostavbu husitského památníku. Ke sbírce se připojili i členové Svazu junáků a skautů. Tichou podporu všem zúčastněným vyjadřovali místní lidé také opětovným rozsvícením světel v oknech svých domů a bytů. Zároveň postupně v řetězci dalších ohňů v domažlických kopcích na horizontu Baldovského návrší vzplál jako memento vydatný oheň ve vysoké dřevěné hranici, daleko viditelný až do bavorského příhraničí, který zakládali k tomu vybraní vojáci z domažlického hraničářského praporu. Předchozí rok zůstala baldovská náhorní plošina v noci neozářena a bez nepřehlédnutelné ohňové výstrahy k moci bezohledně nastupujícím agresivním nacistickým uzurpátorům pro silný vichr, kdy bylo od zapálení upuštěno s nutným ohledem na bezpečnost a městem poskytnuté dřevo bylo s poděkováním navráceno nazpět do hospodářského dvora.
V roce 1935 výbor ještě podporoval další tvůrčí počin akademického malíře Jana Šebka, který se chystal vytvořit impozantní velkoformátové panoráma s motivem bitvy, tedy plátno o rozměrech 9 krát 30 metrů, oboustranně vymalované a vytvářejícího při různém osvětlování působivé efekty. V kombinaci s do popředí umístěnými plastickými předměty a zbraněmi mělo vyvolávat u diváka iluzorní dojem věrné skutečnosti. Skica tohoto návrhu byla vystavována jako pentaptych v srpnu a září v síni domažlické radnice, byl již uchystán i schválen rozpočet města a také vytipováno vhodné stanoviště. Názorová protichůdnost a vleklá nerozhodnost akademické obce pro hrozivě a zlovolně se vyhrocující extrémní nacionalismus zásadně znemožnila sjednotit se na jednoznačném odborném stanovisku. Stejnou odtažitost si vytrvale a zcela pochopitelně zachovávaly také nejvlivnější vládní kruhy. Pouze neupjatý a prozíravý první československý prezident Masaryk s jeho kanceláří vstřícně navrhoval nejpřijatelnější alternativu státního dofinancování tohoto projektu. Žel, jednotlivě prosebně obesílaná ministerstva požadované prostředky ani v míře nejmenší možné na úplné dokončení reprezentativního národního památníku neuvolnila. Dále již nedovedený zástupný projekt i tímto dával jasně tušit, že od dokončení baldovského památníku se počalo pozvolna upouštět.
A pokud se v roce 1936 ještě objevily opravdové a nezakryté snahy památník vybudovat vlastními silami Spolkem pro postavení pomníku a oslavy menšího rázu ještě probíhaly na Baldově, o jehož okolní úpravu a označení se spolek taktéž postaral, tak již následující rok 1937 přenesl husitské oslavy nově na ( příliš s husitskou bitvou nesouvisející ) Sokoliště v Domažlicích, kde přednesl svůj projev českobratrský farář Miloš Bič. Bylo tak již zřejmé, že veškeré možnosti projekt dokončit se vyčerpaly, základní kámen byl příliš vzdálený svou odlehlostí a projekt zastínily momentální aktuálnější potřeby města a jeho obyvatel. Proto již také vznikly vážně míněné úvahy o přesunutí činnosti výboru do Prahy. Navíc armovací beton byl již stále žádanější a vzácnější kompozitní surovinou při urychleném budování pevnostního obranného systému, který měl prvořadou prioritu. I z tohoto závažného a strategického důvodu nebyl beton rozlit do baldovského památníku (v rámci ŘOP Ženijní skupinové velitelství ŽSV IX Domažlice zaměřovalo v pohraničí terén pro výstavbu těžkého dělostřeleckého opevnění s adekvátní spotřebou materiálu. Tvrz se dvěma otočnými palebnými kanónovými věžemi s linií pěchotních srubů nebyla realizována ). V roce 1938 snahy o uskutečnění finančně příliš náročného projektu ustaly docela.
Po roce 1939 málo srozumitelné a nevzhledně strohé torzo nedostavěného baldovského památníku nadlouho ztratilo svou přirozenou obrannou mobilizační výlučnost kultovního místa, kterou převzal po demonstraci národního odporu proti okupaci a rozbití Československa kostel sv. Vavřince ( profesor Eduard Maur ) po kázání Msgre. Bohumila Staška s jeho posilujícím věroučným přesahem: Věřit musíme ! Nezoufat ! Věřit v sebe ! Věřit v národ ! Věřit v život ! Věřit v budoucnost ! A především musíme - věřit v Boha !
Svým způsobem proslavil Baldovské návrší také gestapem pronásledovaný Jan Smudek, pro kterého okolitá a členitá krajina byla vhodná ke skrývání a rychlým a nepozorovaným přesunům. Pod vrchem Baldov u obce Březí (Meclov) na pomezí protektorátní a říšské hranice při namátkové kontrole osobních dokladů a při odvracení svého hrozícího zatčení  Nepolapitelný Jan  zastřelil málo obezřetnou dvojčlennou hlídku ordnerů německé finanční stráže ( MUDr. Oldřich Tikal, domažlický kronikář ). Smudkovy ozbrojené akce, které byly po skončení války v zahraničí zfilmovány, nesmírně posilovaly domácí protinacistický československý odboj (1939-1945), ale zároveň byl po nich decimován vystupňovanými a krutými represáliemi a perzekucemi, jenž si vyžádaly početné oběti.

## Po druhé světové válce
Ambiciózní a nepochybně vydařený nadčasový Roškotův projekt neměl až do roku 1945 v obnoveném Československu žádnou obdobu a možnost krajinotvorného porovnání byla možná teprve až vztyčením 28 metrů vysokého pylonu dukelského památníku od Ing. arch. Josefa Gruse, který se stal výraznou dominantou Národní památky Slovenské republiky v pietním areálu Dukelského bojiště. Architektonický koncept mohylového tvaru a formy pylonu lze v mnohém pojímat jako další znamenitou a dokonale propracovanou variaci na nedokončený baldovský monument, zde však provedený do kamene, s vypuštěním ostrých hran a navíc ještě později vhodně doplněný o figurativní sousoší a státní symboliku (J. Hana, Muzeum Chodska).
Po válce již nebylo Baldovské návrší využíváno, pouze došlo k opětovnému navrácení sejmutých kamenných desek a bronzových plaket, ochráněných tak před možným zničením nacisty (příkladně nosný kamenný pylon Baarova pomníku na Výhledech byl záměrně rozmetán dynamitem a jeho fragmenty byly použity pro stavbu mnichovské mlékárny v Říši, pouze bronzová socha byla v Domažlicích zachráněna obětavými odvážlivci, když předtím rodáci z Chodska pro krajní riskantnost akce a organizační i finanční náročnost odmítli přenesení tohoto pomníku do Prahy, ale nebránili se záměru postavit v příhodné době v hlavním městě zcela nový pomník Jindřicha Šimona Baara). Zcela také zapadl málo propagovaný architektonický záměr města Domažlice zřídit a provozovat v okolí města dopravní letiště pro dálkové lety s koncovým hraničním terminálem na pozemcích Horního Baldova z roku 1946.
Teprve po komunistickém převratu, v době vrcholící „mytologizace dějin v komunistickém duchu“ (Milada Krausová), byly v roce 1950 neorganicky spojeny katolická pouť a oslava vítězství husitů nad křižáky v roce 1431. Organizátorem byl Okresní akční výbor Národní fronty. Spojená akce byla oficiálně prezentována jako mírová manifestace a projev solidarity s Koreou bojující proti imperialistům. Roku 1951 se projevil nebývalý zájem komunistů o husitské oslavy v Domažlicích, ovšem v důsledném třídním výkladu, když byli středověcí kališníci připodobněni k rudoarmějcům a Pohraniční stráži. Tito „dědicové“ husitů procházeli za výstražného hřmotu pásových tanků rázným pochodovým krokem městem na velké vojenské přehlídce armády a milice a byli zde pozdraveni samotným ministrem obrany Čepičkou. Komunistická ideologická snaha autoritě husitských oslav neposloužila ani v roce 1971, když v natřikrát jubilejním roce (milénium vzniku města Domažlic, 540. výročí husitské bitvy a 50. výročí vzniku KSČ) stranické oslavy úplně odsunuly obě zbývající jubilea.
Ale ani umírněným a pragmatickým místním komunistickým funkcionářům nelze nijak upírat jejich těžkopádné snahy o vybudování velikého husitského památníku na Baldově při opakovaných jednáních s prezidentem Antonínem Zápotockým v roce 1956 a znovu roku 1957, kdy již ztrácel svůj mocenský vliv. Zároveň se u něho snažili získat také významnou podporu pro vytvoření výpravného panoramatu, zachycujícího jedinečnou dějinnou bitevní událost z roku 1431. Autorem díla měl být akademický malíř Jan Šebek.
Nezveřejněná ideová koncepce dostavby památníku, vzniklá před rokem 1981, nebyla komunisty akceptována pro nutnost zvýšeného a utajovaného dohledu nad evangelickými ceremoniály nad rámec Chodských slavností. Podobně nebyl úspěšný ani pokus členů místní jednoty tehdejšího Odboru českých turistů v Domažlicích (součást ČSTV), kteří při výročních setkáních skrytě v davu vztyčovali u kvádru základních kamenů malou státní vlajku a usilovali o vyjmutí historického areálu na Baldově z nespecifikovaného využívání výhradně pro vojensko-zpravodajské účely, jenž byly součinně provázány také se složkami Civilní obrany města a ochrany státních hranic. Na Baldově byl udržován přísný zákaz fotografování a pořizování kamerových záznamů, ani propagace tohoto místa nebyla žádoucí, podobně vyloučeno bylo i případné početné pietní shromažďování ve velmi těsné blízkosti pečlivě střeženého a utajovaného zařízení.
Památník byl před rokem 1958 rehabilitován a zapsán do Ústředního seznamu státem chráněných kulturních památek, kde je veden dodnes pod rej. č. ÚSKP ČR 46024/4-2029.
V průběhu 90. let 20. století byla až necitlivě ahistoricky v areálu na Baldově nainstalována stožárová telekomunikační technologie základnové převodní stanice typu BTS v systému základnových stanic mobilního operátora Český Radiomobil-Paegas v sektoru pokrytí Domažlice - Luženičky, v současnosti v infrastruktuře společnosti T-Mobile CZ z korporátní skupiny nadnárodního mobilního operátora Deutsche Telekom.
V roce 2007 byl základní kámen památníku poničen vandalským útokem, když z něho byla odtržena a zcizena pamětní bronzová plaketa s nápisem NA VÍTKOVĚ a datací zde svedené bitvy a také měděná schránka se dvěma dózami s prstí hlíny. Po této dehonestaci, která však nebyla zdaleka jedinou, byla pro jeho záchranu a dokončení založena v Domažlicích dne 10. ledna roku 2009 Společnost pro památník husitské bitvy u Domažlic.
V návaznosti na hrubě nedůstojný stav a nesoudné poničení tolik přehlíženého složeného základního kamene byla v akademickém roce 2007/08 a 2008/09 opakovaně Univerzitou Karlovou autoritativním způsobem zpochybněna a silně při jejím marném obhajování podhodnocena moderní koncepce revitalizace husitského Národního památníku v Domažlicích, plně revokující prvorepublikový projekt architekta Kamila Roškota jako neproveditelná, fantastická a zcela iluzorní. Autorství bylo deklasováno oborovým vyloučením a úplným znemožněním studia i její další akademické popularizace a odrazením garanta stavby a možných investorů od veškerých dalších samostatných aktivit, spojených s rozhlednou s restaurací ve tvaru kalicha s interaktivní galerií v atraktivním kyberdómu ve tvaru poděbradské královské koruny s prezentací unikátního husitského panoramatu od akademického malíře Jana Šebka a ekologickou visutou lanovou kabinovou dráhou. Svou ( ale mnohem později uskutečněnou ) metodologií vřazení do chodského národopisu zcela zavržený a silně pouze zdánlivou megalomanií a nijak testem neprověřeným plagiátorstvím předramatizovaný projekt byl k jeho realizaci dimenzován také k nezbytnému čerpání z Fondů Evropské unie ze strukturálních a komunitárních programů dlouhodobého financování pro regionální rozvoj kultury, cestovního ruchu a mediálního vzdělávání pro záchranu ohroženého národního kulturního dědictví. Dne 13. února 2016 byl v hlavním městě v sále Národního domu na Vinohradech Mgr. Novotným za Společnost pro postavení památníku bitvy u Domažlic za fanfáry dekorován historický prapor pražských Chodů za silnou podporu při dokončení obřího baldovského monumentu a tím se pouze průkazně dotvrdil tolik akademicky kritizovaný a nepodloženě zpochybňovaný hypotetický předpoklad ohromného potenciálu tohoto excentrického památníku a také rovněž nijak nezanedbatelného vlivu rodáků a lokálních patriotů na usnadnění jinak velmi obtížného prosazování a také uskutečňování významných nákladných kulturních programů a také památek spojených s Chodskem a jeho trvale udržovanými tradicemi a národopisem. Tomuto slavnostnímu aktu mezi mnoha čestnými hosty a zahraničními delegacemi z Rakouska, Číny, Ruska a Gruzie dominoval také předseda vlády České republiky a lídr České strany sociálně demokratické Bohuslav Sobotka, který převzal záštitu nad jubilejním 80. Pošumavským věnečkem a při zahajování tohoto nejstaršího a velmi oblíbeného a krojovaného národopisného plesu v Praze na něm pronesl úvodní slovo.
Zastupitelstvo města Domažlice se dne 21. 3. 2012 ztotožnilo se stanovami a členstvím ve Společenství měst s husitskou minulostí a tradicí. Na náklady Mgr. Miloše Novotného zde v srpnu roku 2011 při příležitosti 580. výročí bitvy proběhlo opětovné svržení kytice vázaných růží z letounu spolu s rozvinutím státní vlajky a položením vavřínového věnce s trikolórou za zvuku husitského chorálu.
V den výročí bitvy 14. srpna roku 2013 byly spuštěny Společností pro památník bitvy u Domažlic webové stránky: bitvaudomazlic.cz, vztažené k bitvě a jejímu památníku, natrvalo připomínajícího nezlomnou sílu svornosti, víry a odhodlání uhájit se provždy v ohrožení i početní převaze. Z několika desítek vybraných nejzajímavějších návrhů, různých autorských skic, animací, ojedinělých koncepcí a profesionálních 3D vizualizací návrhů domažlického husitského památníku učarují však přednostně architektonické erudované skvosty vizualizovaných rozhleden podle tematického zadání ve tvaru husitského symbolu od Josefa Velčovského, V. Nováka, Zdeňka Lstibůrka, s projekty Ateliéru Hausner - Spěváček, Plzeňské projektové kanceláře a náčrtovou ideou Ateliéru VM Vladimíra Marka ( digitální architektoniku návrhu dopracoval k stému výročí vzniku Československé republiky grafik Ondřej Kobylka ). Tyto husitským chorálem prolnuté, poučné a velmi poutavé a graficky i obsahově vydařené dokumentární, faktografické a interaktivní stránky obsahují i jeho konečnou vybranou finální podobu největšího žulového kalicha v Čechách i evropském měřítku a v dělených blocích i aktuality.

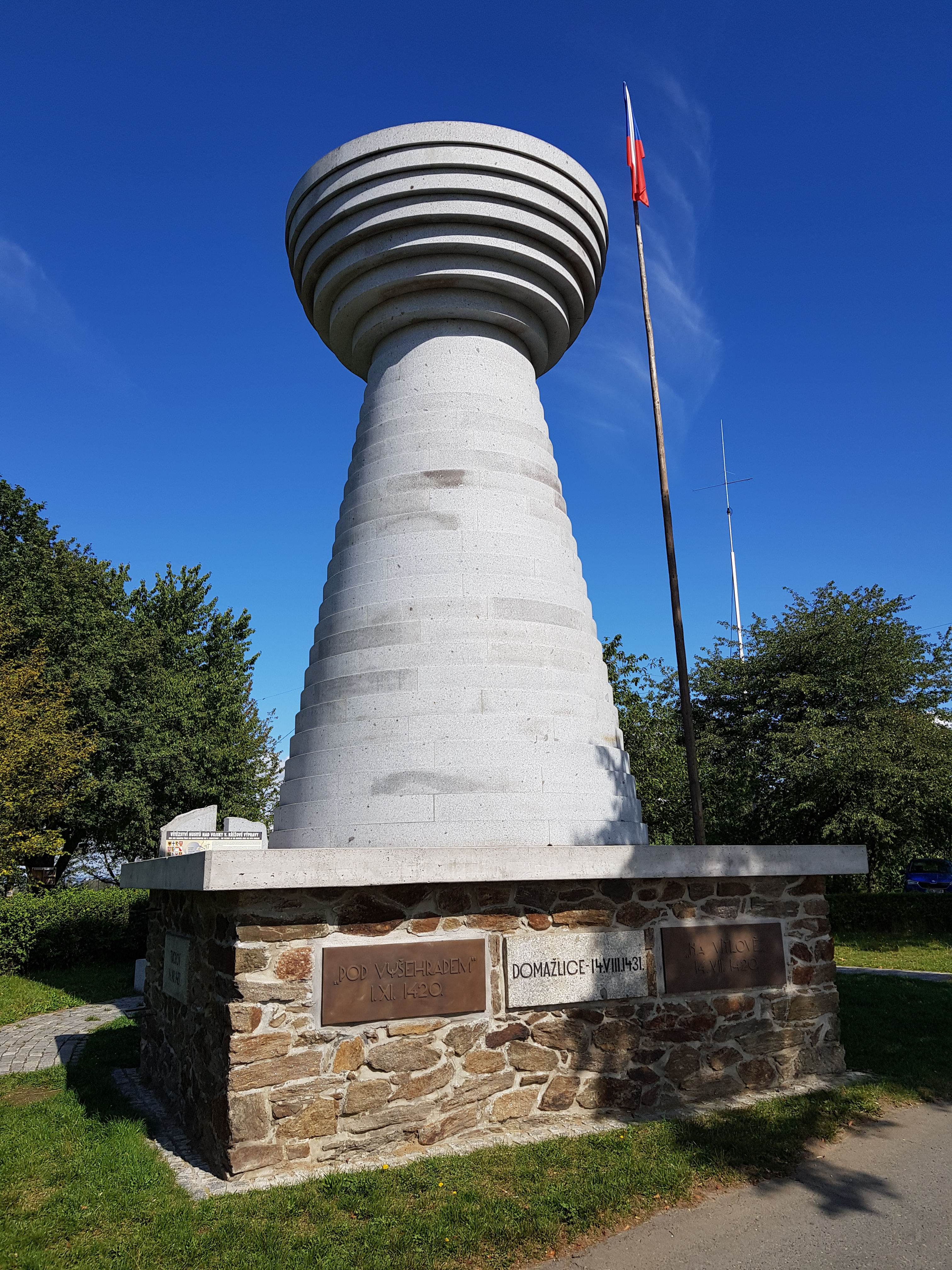
Dokončený památník

## Poslední vývoj
Pod odkrytou svrchní betonovou deskou prvorepublikového podstavce byl při jeho opravě objeven ústřední základní kámen o hmotnosti kolem 600 kg, který bude opatřen letopočtem svého vzniku a vystaven pro širokou veřejnost. Stalo se tak při svátečním připomenutí odkazu Mistra Jana Husa 6. července 2017 a při jeho očištění v něm byla nalezena měděná schránka s historickými dokumenty, drobnými mincemi a zakládací pamětní listinou. Základní kámen s restaurátorsky ošetřeným odkazem našich předků a v nejbližší době také s doplňky ze současnosti byl viditelně osazen do čelní části půlkruhové terasovité přístavby, sloužící k posezení, pietě a meditaci. Baldovský monument se tak pozvolna a velmi promyšleně proměňuje v hýčkaný turistický klenot a národní kulturní památku celého Chodska, Plzeňského kraje i České republiky.
Při zahájení 61. Chodských slavností - Vavřinecké pouti 2015 za starostenství Ing. Miroslava Macha byl již zcela dokončený žulový monument v přítomnosti pozvaných hostů a za účasti velkého počtu diváků 14. srpna v 17 hodin s poctami slavnostně odhalen. Odhalení byl osobně přítomen Ing. Jan Bartošek, místopředseda Poslanecké sněmovny Parlamentu České republiky, Ing. Vladislav Vilímec, poslanec Parlamentu České republiky, Mgr. Jaroslav Šobr, radní Plzeňského kraje, generální ředitelka České centrály cestovního ruchu CzechTourism doc. Ing. Monika Palatková, emeritní honorární konzul ČR v Lucembursku a předseda Asociace česko - slovenského - lucemburského přátelství a nositel ceny za rok 2015 Gratias Agit Michal Wittmann s manželkou Ivou Mrázkovou, současnou honorární konzulkou ČR v Lucembursku, starostové Svazku obcí a měst Domažlicka a zástupce Sdružení měst s husitskou minulostí a tradicí. Průvodní duchovní slovo pronesl plzeňský biskup Církve československé husitské a člen Rady CČSH Mgr. Filip Štojdl. Státní hymnu zazpívala Jana Hofmanová, triumfální husitský hymnus přednesl krojovaný národopisný chodský soubor z Postřekova a Čerchovan společně se všemi shromážděnými z předem v tisku rozšířeného zpěvníku. Moderoval Mgr. Kamil Jindřich. Do útrob žulového baldováčka byla vložena kamenná schrána s nečtenými a necenzurovanými vzkazy budoucím generacím. Motiv bitvy s důležitými souvislostmi a událostmi byl otištěn v nové a záhy po jejím vydání i oceněné publikaci Literární cenou Jaroslava Golla Bitva u Domažlic a na limitované kolekci triček s trefným obrázkem. Pro sběratele byla vyražena pamětní baldovská medaile s novým symbolem města a celého regionu na jejím líci a na rubu se znakem města Domažlice.
Na 55. ročníku celostátního Filmového festivalu amatérské dokumentární tvorby 2016 v Benátkách nad Jizerou z 51 přihlášených filmových snímků zvítězil Příběh památníku bitvy u Domažlic (scénář Miloš Novotný, komentář a režie Štěpán Podešt, kamera, střih a zvuk Jan Novák). Tak dlouho přehlížený, akademicky zlehčovaný a opomíjený památník legendární husitské bitvy se tak opětovně a zcela přirozeně navrátil do chodské identity a stal se, tak jako tomu bylo již i v dřívější době, její obvyklou a snad již nikdy neoddělitelnou součástí.
O realizaci nově doplněného pomníku se zasloužil Mgr. Miloš Novotný, domažlický rodák a předseda Společnosti pro památník bitvy u Domažlic. Autorem konečné podoby prstencového obřího žulového kalicha s hmotností 50 tun a o výšce 6 metrů je klatovský sochař Václav Fiala. Příchozí cesta k husitskému pomníku je nyní lemována skulptací a je opatřena ojedinělou vstupní bránou ze skla a kamene. Tvoří tak s prostranstvím u pomníku naučnou stezku, opatřenou panely s textem v českém, německém a anglickém jazyce.
Domažlický starosta Zdeněk Novák získal darem v srpnu 2019 a jako gesto vděku Chodům a všem poctivým a pracovitým lidem naší země kardinálský klobouk od Dominika Duky , který se tím nechal inspirovat věhlasnou historií Domažlicka a velmi známou bitvou u Domažlic.